# Афула Экспресс
«Афула Экспресс» (ивр. עפולה אקספרס‎) — израильская романтическая комедийная драма 1997 года, снятая Джули Шлес. В ролях Цвика Хадар, Эсти Закхейм и Арье Москона. После получения премии Офир за лучший фильм, был выбран в качестве израильской заявки на лучший фильм на иностранном языке на 70-й церемонии вручения премии Оскар, но не был номинирован. Фильм получил шесть наград премии Офир:
- за главную женскую роль (Эсти Закхейм)
- за женскую роль второго плана (Орли Перл)
- за мужскую роль второго плана (Арье Москона)
- «Лучший композитор»
- за лучшую режиссуру (Джули Шлес)
- «Лучший фильм».

Кавер-версия песни «Дождь» из репертуара группы Бензин, использованная в фильме, стала хитом в Израиле. После награждения на премии Офир фильм получил премию Волджина на Иерусалимском фестивале и участвовал в фестивалях в разных странах, таких как Чехия, Гонконг, США (Техас), был показан на престижном Берлинском фестивале.

## Сюжет
Пара из Афулы переезжает в Тель-Авив, чтобы осуществить детскую мечту Давида (Цвика Хадар) стать фокусником. Батья (Эсти Закхейм) содержит их обоих, работая кассиром в супермаркете.
Давид участвует в шоу своего друга, Шимона (Арье Москона), бывшего фокусника, но терпит неудачу за неудачей. Батья ставит ему ультиматум и съезжается с девушкой по имени Вики (Орли Перл), подающей надежды певицей, и вскоре Давид и Шимон становятся популярными. Давид переосмысливает своё стремление стать знаменитым и решает вернуть Батью.

## Актёры
- Цвика Хадар в роли Давида
- Эсти Закхейм в роли Батье
- Арье Москона в роли Шимона
- Орли Перл в роли Вики